# Magic Carpet Ride
Magic Carpet Ride è un singolo del gruppo rock canadese-statunitense Steppenwolf, pubblicato nel 1968 ed estratto dall'album The Second.
Il brano è stato scritto da Rushton Moreve e John Kay.

## Tracce
- 7"

1. Magic Carpet Ride
2. Sookie Sookie